# Doto rosea
Doto rosea is een slakkensoort uit de familie van de Dotidae. De wetenschappelijke naam van de soort is voor het eerst geldig gepubliceerd in 1881 door Trinchese.